# Sedlíšťka (przystanek kolejowy)
Sedlíšťka – przystanek kolejowy w Sedlíšťka (gmina Radhošť), w kraju pardubickim, w Czechach. Położony jest na magistrali Kolín - Česká Třebová. Znajduje się na wysokości 250 m n.p.m.
Na przystanku nie ma możliwości zakupu biletu, a obsługa podróżnych odbywa się w pociągu.

## Linie kolejowe
- 010 Kolín - Česká Třebová